# Boltåsen
Boltåsen est une localité du comté de Troms, en Norvège.

## Géographie
Administrativement, Boltåsen fait partie de la kommune de Skånland.